# Psychomyiella acutipennis
Psychomyiella acutipennis är en nattsländeart som beskrevs av Georg Ulmer 1908. Psychomyiella acutipennis ingår i släktet Psychomyiella och familjen tunnelnattsländor. Inga underarter finns listade i Catalogue of Life.